# Vespasiano Ramos
Joaquim Vespasiano Ramos (Caxias, 13 de agosto de 1884 — Porto Velho, 26 de dezembro de 1916) foi um poeta brasileiro.

## Biografia
Joaquim Ramos nasceu na cidade maranhense de Caxias em 1884 no contexto do Império do Brasil (1822–1889), no então largo da igreja de São Benedito (atual praça Vespasiano Ramos), sendo filho do capitão Antônio Augusto Ramos e de Leonília Caldas Ramos.
De família humilde, desde os 13 anos começou a trabalhar no comércio local, como caixeiro em uma loja. Mas sempre buscando sempre o saber, foi um estudante compusivo e autodidata muito interessado pela literatura; lêu vários livros nos momentos de folga na loja, época em que escreveu os primeiros versos em papel de embrulho.
Aos 16 anos já participava dos saraus e das tertúlias em companhia dos intelectuais da cidade. Tornou-se um viajante compulsivo, que levaria o conhecimento a outros povos. Durante a sua vida fez viagens periódicas por quase toda a região norte e também a então capital do Brasil (1889-atual), a cidade do Rio de Janeiro.
Ainda durante a juventude apaixonou-se por uma moça da família Bitencourt em Caxias, porém com esta teve uma desilusão amorosa, que o fez ir definitivamente para a poesia e para o alcoolismo. Tendo assim, a angústia e o passionalismo presente em seus poemas.
Publicou sua obra poética em diversos jornais e revistas de seu tempo. É autor do livro “Cousa alguma”, publicado no ano de sua morte no Rio de Janeiro e bastante repercutido no Região Norte do Brasil. 
É considerado o precursor da literatura em Rondônia e aparece no Mapa Brasileiro de Literatura como representante de Rondônia. 
Em sua homenagem foi criada a medalha “Vespasiano Ramos”, como a principal insígnia outorgada pela Academia Rondoniense de Letras. 
Em Porto Velho há uma rua com o seu nome. No Maranhão, uma das praças da capital recebe o seu nome, além de haver uma estátua em sua homenagem em Caxias (Maranhão), terra natal do poeta. 
É patrono nas seguintes academias de letras: cadeira n° 32 da Academia Maranhense; cadeira n° 40 da Academia Paraense, e; cadeira n° 2 da Academia Rondoniense.
Foi retratado em diversas biografias, sendo a mais recente lançada em 2016, ano do centenário de sua morte. Trata-se do livro “O poeta que morreu de amor”, autoria de Júlio Olivar.  
Faleceu em dezembro de 1916 na cidade rondonense de Porto Velho, sendo sepultado no Cemitério dos Inocentes. Em homenagem ao centenário de sua morte, seu jazigo foi restaurado e reinaugurado, sob iniciativa do então presidente da Academia Rondoniense de Letras, Júlio Olivar, em 06 de junho de 2016.

## Obras
| Título                        | Gênero                             | Ano  | Ref   |
| ----------------------------- | ---------------------------------- | ---- | ----- |
| Antologia maranhense          | poemas                             | 1937 | [ 1 ] |
| Coisa alguma                  | poemas                             | 1916 | [ 1 ] |
| Glorificação a Gonçalves Dias | poemas; crítica, teoria; antologia |      | [ 1 ] |
| Sonetos maranhenses           | poemas                             | 1923 | [ 1 ] |

## Cronologia
- 13/08/1884 – Nasce Joaquim Vespasiano Ramos, no Largo São Benedito, em Caxias (MA), filho de Antônio Lúcio Ramos e Leonília Caldas Ramos.
- 1897 – Aos 13 anos, começa a trabalhar como caixeiro em uma loja de comércio local; inicia estudos autodidatas e escreve seus primeiros versos nos intervalos do trabalho.[4]
- c. 1900 – Participa de saraus literários em Caxias e integra grupo de jovens intelectuais locais. Funda o jornal manuscrito A Mocidade, onde publica poemas e artigos. Adota o pseudônimo “Djalma de Jesus” em colaborações na imprensa.
- 1902 – Transfere-se para São Luís (MA), aos 18 anos. Passa a colaborar em jornais da capital, ganhando destaque como poeta e cronista. Integra círculos boêmios e literários.[5]
- 1904 – Muda-se para Belém do Pará, onde permanece por vários anos. Envolve-se com a imprensa e a vida cultural local. Publica poemas em periódicos paraenses.
- 1906–1908 – Realiza viagens pela região Norte, incluindo breve passagem por Manaus (AM). Retorna a Belém, mas também faz visitas esporádicas ao Maranhão. Produz intensa poesia nesse período, influenciado pelo ambiente amazônico e experiências pessoais, como sua paixão frustrada por Lili Bittencourt, em Caxias.[5]
- 1910 – Durante uma tertúlia em Caxias, declara-se publicamente a Lili Bittencourt e declama o poema Ante uma Mulher. A recusa da jovem causa-lhe profunda desilusão. Após o episódio, abandona definitivamente a cidade natal.
- 1913 – Participa da fundação da Academia Paraense de Letras e é citado como um de seus membros fundadores. Reside entre Belém e São Luís, onde vive seu irmão Heráclito. Começa a reunir material para publicação de um livro de poemas.[4]
- 1915 – Viaja ao Rio de Janeiro com o irmão Heráclito, que financia sua estadia. Hospeda-se em casas de estudantes e pensões. Leva vida boêmia, o que atrasa o processo de publicação do livro.
- Maio de 1916 – Lança Cousa Alguma no Rio de Janeiro. A obra tem tiragem de mil exemplares, com 170 páginas e 63 poemas.[5] Recebe críticas positivas na imprensa nortista e envia cópias autografadas a amigos no Maranhão e no Pará.
- Junho a novembro de 1916 – Permanece no Rio ou retorna brevemente a São Luís. Começa a planejar viagem a Porto Velho, com intenção de escrever um épico amazônico. Já apresenta sinais de doença (possível tuberculose latente).
- Início de dezembro de 1916 – Embarca no vapor Andersen com destino a Porto Velho. Chega à cidade no início do mês. Hospeda-se na pensão de Aureliano do Carmo ou na casa de João Alfredo de Mendonça. Contraí malária dias após a chegada.
- 25/12/1916 – No Natal, encontra-se gravemente enfermo, com febre intensa e delírios. Recebe cuidados do amigo João Alfredo e sua família.
- 26/12/1916 – Morre às 14h, aos 32 anos, em Porto Velho, vítima de malária agravada por desnutrição e cirrose.
- 27/12/1916 – Sepultado no Cemitério dos Inocentes, em cova rasa. O jornal Alto Madeira noticia seu falecimento. A notícia chega ao Maranhão algumas semanas depois.
- 1917–1918 – Jornais de São Luís publicam necrológios em sua homenagem. Ramos passa a ser lembrado como “o cantor dos amores infelizes”.
- 1925 – A Prefeitura de Porto Velho aprova lei garantindo tumulação perpétua ao poeta. Inicia-se a construção de um mausoléu com apoio do Clube Recreativo Vespasiano Ramos.
- 1928 – Academia Maranhense de Letras e Academia Paraense de Letras elegem Ramos como patrono de cadeiras (AML – cadeira 32; APL – cadeira 40).
- 1931 – Estudantes de Caxias fundam o Grêmio Literário Vespasiano Ramos, ativo até os anos 1940.
- 1937 – Publicação da Antologia Maranhense, com inclusão de poemas de Ramos. Escritores da época, como Josué Montello, reverenciam sua memória.
- 1948 – O caxiense Anísio Viana visita seu túmulo em Porto Velho e deposita flores. A fotografia do ato é arquivada na AML.
- 1956 – Lançamento da 3ª edição de Cousa Alguma, edição comemorativa de 40 anos, em São Luís.
- 1966 – No cinquentenário de sua morte, a AML realiza sessão solene em sua homenagem.
- 1980 – Lei estadual do Maranhão autoriza o traslado de seus restos mortais para Caxias. A proposta, porém, não é efetivada.
- 1984 – Comemorações do centenário de nascimento. Eventos em Caxias e São Luís. É inaugurado busto do poeta na Praça do Pantheon, por iniciativa do prefeito Júlio Castelo.
- 1990 – Fundação da Academia Caxiense de Letras, que adota Ramos como patrono da Cadeira nº 5.
- 2007 – A crônica Vespasiano Ramos: um poeta enterrado e esquecido em Rondônia reacende interesse em sua obra.
- 2011 – Fundação da Academia de Letras de Rondônia e da Academia Rondoniense de Letras. Ambas o escolhem como patrono (cadeiras 23 e 2).
- 06/06/2016 – Reinauguração do Mausoléu de Ramos em Porto Velho. Cerimônia com autoridades e recital poético.
- 26/12/2016 – Centenário de sua morte. Publicações rememoram o poeta. Lançamento da biografia O Poeta que Morreu de Amor, de Júlio Olivar. Sessão conjunta da AML e da Academia Caxiense de Letras.
- 2018 – Publicação da edição crítica Cousa Alguma… &+ Alguma Coisa de/sobre Vespasiano Ramos pela UEMA. Lançamento em São Luís, com exposição de documentos e cartas.